# صهبرة
قرية صهبرة هي إحدى القرى التابعة لمركز ديرب نجم في محافظة الشرقية في جمهورية مصر العربية. حسب إحصاءات سنة 2006، بلغ إجمالي السكان في صهبرة 4910 نسمة، منهم 2542 رجل و2368 امرأة.

## التاريخ
قرية صهبرة من القرى القديمة، حيث وردت باسم «سهبرا» في أعمال الشرقية ضمن قرى الروك الصلاحي التي أحصاها ابن مماتي في كتاب قوانين الدواوين، كما وردت باسم «صهبرا» في أعمال الشرقية ضمن قرى الروك الناصري التي أحصاها ابن الجيعان في كتاب «التحفة السنية بأسماء البلاد المصرية». وفي العصر العثماني وردت باسم «صهبرة» في التربيع العثماني الذي أجراه الوالي العثماني سليمان باشا الخادم في عصر السلطان العثماني سليمان القانوني ضمن قرى ولاية الشرقية، وفي تاريخ 1228هـ/1813م الذي عدّ قرى مصر بعد المسح الذي قام به محمد علي باشا باسم «صهبرة» ضمن قرى مديرية الدقهلية التي انتقلت تبعية القرية إليها قبل أن تعود تبعيتها إلى محافظة الشرقية.